# ドミネ・クォ・ヴァディス教会
サンタ・マリーア・イン・パルミス教会（イタリア語：「パルミスの聖マリア教会」の意」 (Chiesa di Santa Maria in Palmis） は、ローマ南東にある小さな教会である。しかし、この公式な名によるよりも、もっぱら「ドミネ・クォ・ヴァディス（ラテン語：「主よ、どこへ行かれるのですか」の意）教会」 (Chiesa del Domine Quo Vadis ?) としてよく知られている。
1983年 ヨハネ・パウロ2世教皇はこの教会を「ローマの歴史と、キリスト教会の歴史にとって特別な重要性を持つ場所」と定めた。他の多くの名高い教会がその声価を建築物としての壮麗さ壮大さによるのに対して、建築物としては平凡なこの教会はその由来、来歴、故事によって広く知られている。

## 歴史

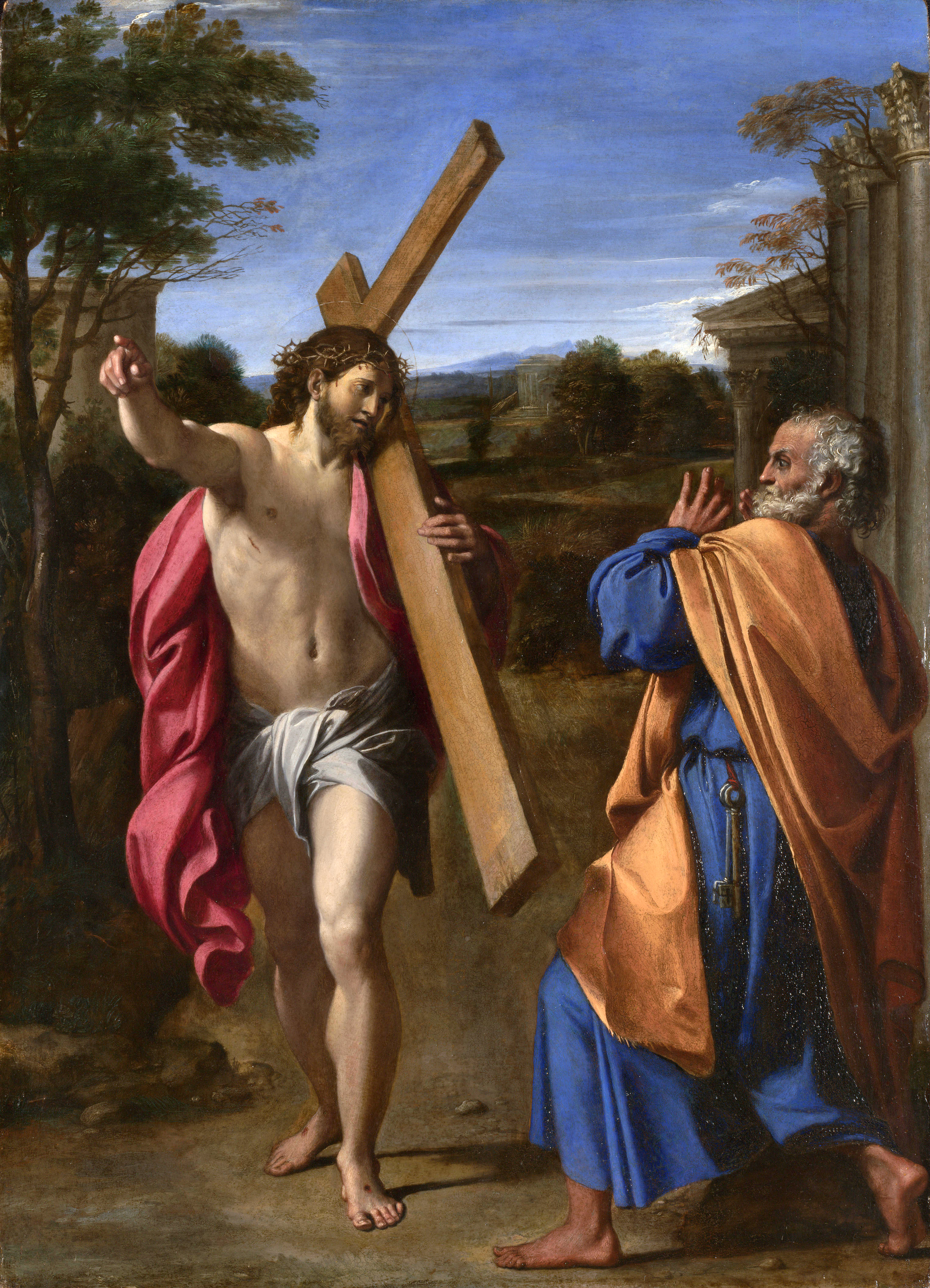
アンニーバレ・カラッチによる絵画。左記の伝承の場面を描いたものである。

聖ペトロが、ローマでの迫害から逃れようとしたときに、イエスと会ったとされているのはこの教会が建つ場所である。カトリック教会の古い伝承によれば、ペトロはイエスに「ドミネ、クォ・ウァディス？」（"Domine, quo vadis?":主よ、どこへ行かれるのですか？）と尋ね、それに対しイエスは「エオ・ロマム・イテルム・クルキフィギ」（"Eo Romam iterum crucifigi"：ローマへ再び十字架に架かりにゆく）と答えたとされる。
この場所は9世紀にはすでに聖域とされていたが、現在の教会は1637年に建立されたものであり、ファサードも17世紀に付け加えられたものである。
ファサード正面のドアの上には、かつて「歩みを止めたまえ、旅人よ。獄から逃れる聖ペテロが見（まみ）えた、我らが主イエス・キリストの足跡をこの聖なる寺院に入って覧(ろう)じたまえ。煉獄から魂を解放するために、蝋と油のための施しを薦める。」と刻まれていた。教皇グレゴリウス16世は、これを不適切（実際上、宣伝の類である）と認め、1845年にこれの撤去を命じた。
ポーランドの作家、ヘンリク・シェンキェヴィチによる小説「クォ・ヴァディス」にもこの教会についての言及が見える。

## キリスト教以前の伝承・レディクルム信仰との関連
この聖地はもっと古いものであり、なんらかのすでにあった寺院の「キリスト教版」だともされている。この教会は実際、「再来の神レディクルムにささげられた聖なる野」（レディクルムの名は、ラテン語の動詞「redeo(戻る)」に由来している）のまさに正面に位置している。この野には、この神の儀式のための聖域があり、出発前の旅行者、特にエジプトやギリシャ、東方など、長く危険な旅に向かう者から布施を受け取っていた。また旅行者たちが戻ったときには、この神に旅の幸運な結末を感謝することになっていた。
レディクルムの野にある聖域の地位は揺るぎないものであった。なによりもまず古代のアッピア街道はローマ街道中でも、最も重要であったし、第二にはこの場所のゆえに、旅行者にとってはローマ市の城壁を最後に眺める場所になったことであろう。この聖地には、ティベリウスの治世に大々的な葬儀で埋葬された、人語を解する有名なカラスの墓もあった。さらにレディクルム神には恐ろしい評判があった。伝説によれば、ハンニバルが第2次ポエニ戦役でカンナエの戦いでローマ軍を破ったあと、この街道を辿ってローマを指呼の間に臨んだとき、レディクルム神が現れ、軍を引くことをハンニバルに恐ろしい方法で促したとされる。これらの伝説から、ローマ人たちがレディクルム神を深く信仰していたことがわかる。この聖域が何処にあったかは、現在でも正確にはわかっていない。しかしながら、17世紀の著述家が広めた誤りにより、レディクルムの寺院はカッファレッラ公園内側の方にある墓地、それはまたアンニア・レジッラのものとされるが、そこにあったと非常に広く考えられている。

## キリスト教以後の伝承

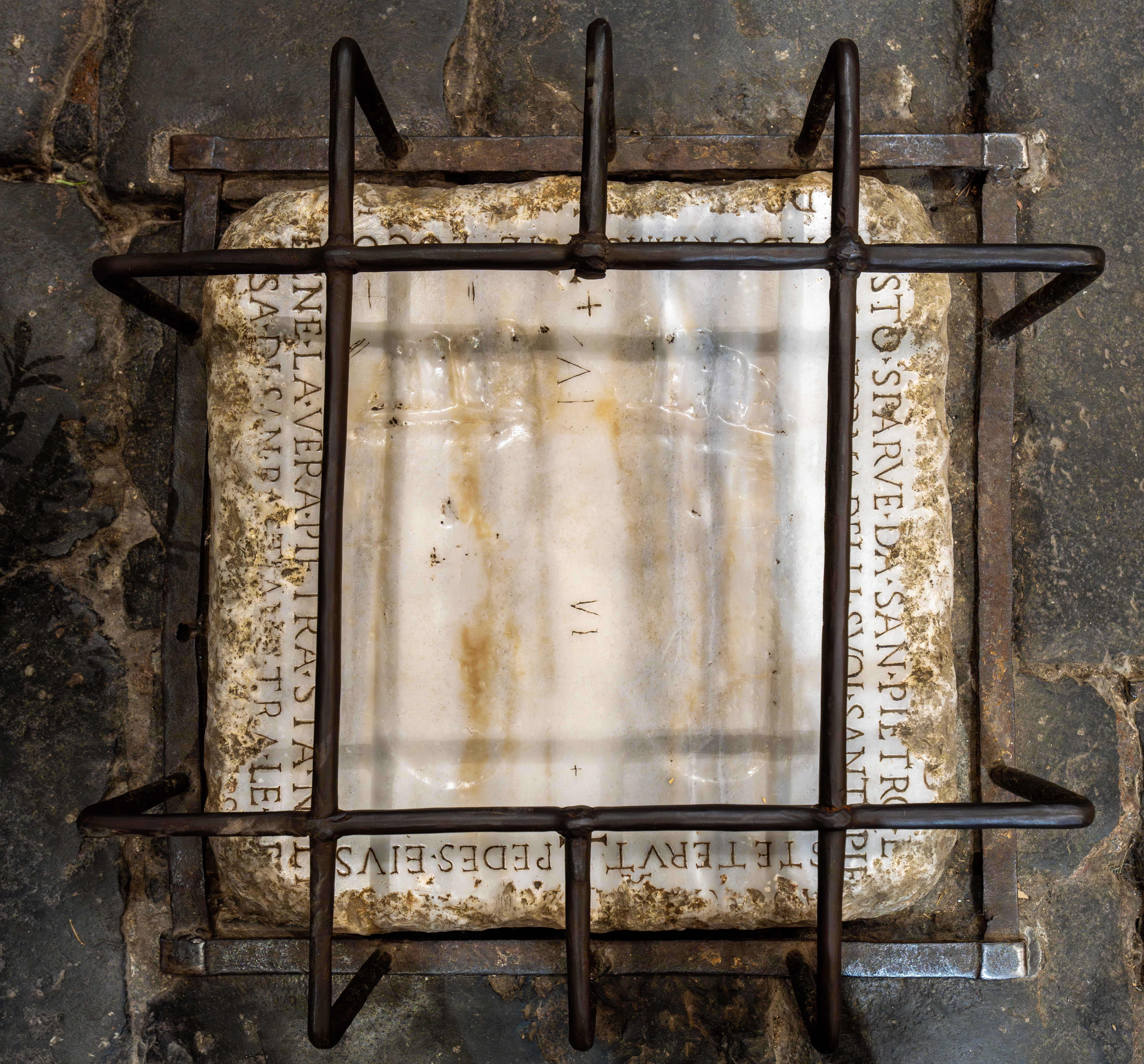
ドミネ･クォ･ヴァディス教会にある「キリストの足跡」

この地域では使徒ペトロが生活したとされているが、ペトロの存在は、ペトロの家(Domus Petri)を述懐する聖セバスティアヌスの墓所の碑文と、教皇ダマスス1世(366-384)によるペトロとパウロのための警句に見出される。この警句にはこのように記されている。「汝がペトロとパウロとの名を求めるならば、汝、かの聖者らがここに生きたることを知るべし」
教会中央の大理石の板の上に二つの足跡があり、これはイエスによる奇跡の聖遺物とされる（レリーフの複製は、近くにあるサン・セバスティアーノ・フオーリ・レ・ムーラ聖堂に保存されている）。実際上これは、旅のよき結末のために掛けられる「願」であり、この二つの寺院の間に何らかの関係があったとする想像を確認するものでもある。
この教会の正式の名前は上述のように「パルミスの聖マリア教会(Chiesa di Santa Maria in Palmis)」であり、「パルミス」はイエスの足裏を指す。
カトリック教会がこの伝説を承認したのは、インノケンティウス3世がこの故事を真正であると宣言してから後のことであることは、記録する必要がある。インノケンティウス3世のこの回勅は以下の文書に収録されている。
the Decretali di Gregorio IX, book IV, tit. 17, cap. Per Venerabilem. (グレゴリウス 9世の回勅、第 4巻、17編「Per Veneravilem」

## 所在

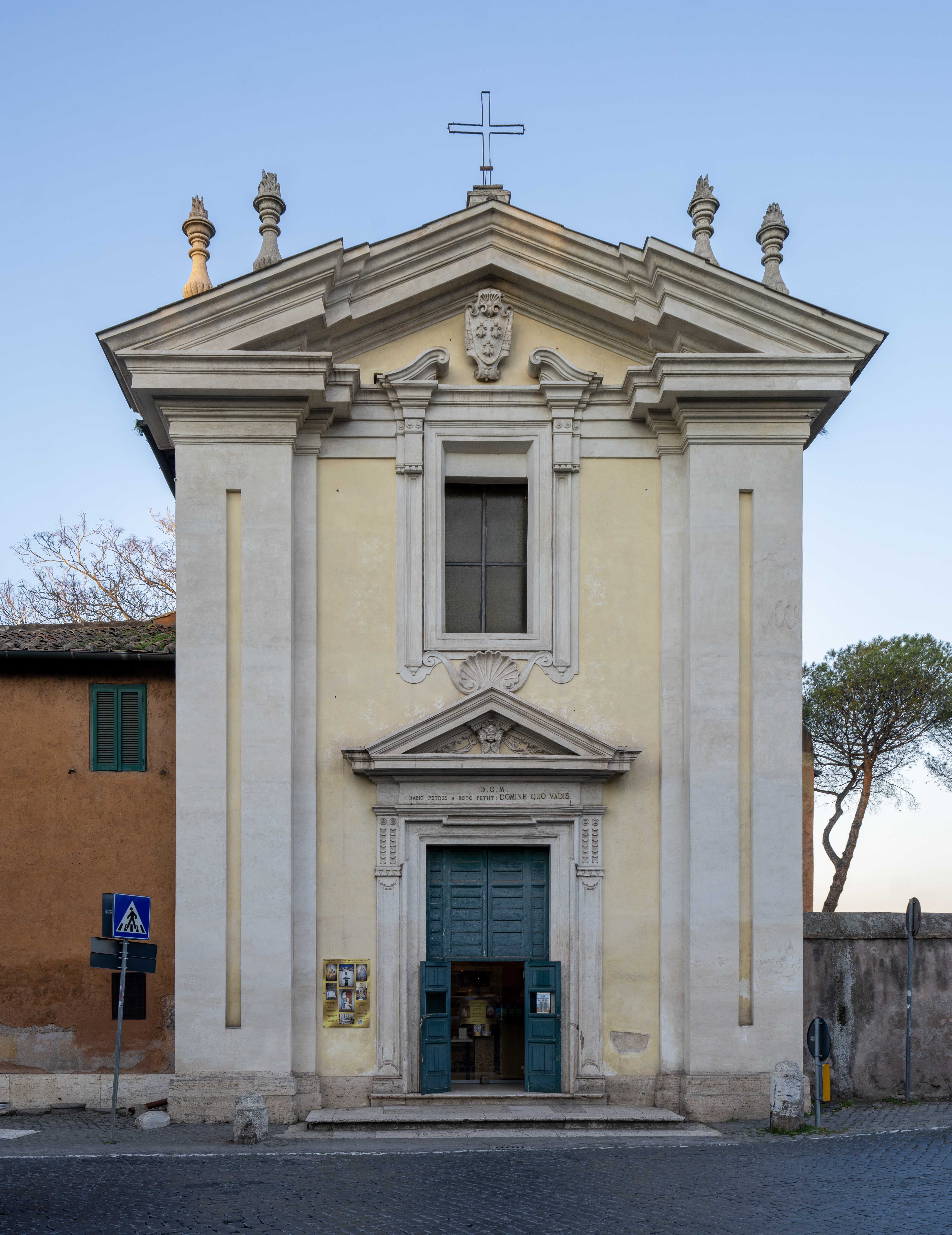
ドミネ･クォ･ヴァディス教会の外観

この教会は前述のとおり、ローマ市近郊のアッピア街道州立公園内に所在する。アッピア街道から分かれたアルデアティーナ通り沿いの聖セバスティアーノ門から800m の位置にある。正確な住所は以下の通りである。
Via Appia Antica, 51